# Izbori u Republici Hrvatskoj
Načela i instituti hrvatskog izbornog sustava izražavaju dostignuća izbornog prava i sustava razvijenih europskih demokracija i neke od njihovih ustavnih rješenja.
Hrvatski Ustav osigurava svakom državljaninu Republike Hrvatske koji je navršio 18 godina života opće i jednako biračko pravo (članak 45. stavak 1. Ustava). Pasivno biračko pravo stječe se također s 18 godina života. Biračko se pravo ostvaruje na neposrednim izborima tajnim glasovanjem. Prema tome, sustav neposrednih izbora i tajno glasovanje ustavne su kategorije i ne mogu se mijenjati izbornim zakonodavstvom. Ustav Republike Hrvatske propisuje i obvezu da u izborima za Hrvatski sabor i predsjednika Republike osigura ostvarenje biračkog prava svojim državljanima koji se u doba izbora nalaze izvan njenih granica (članak 45. stavak 2. Ustava) (tzv. dijaspora). Ta ustavna odredba usvojena je zbog velikog broja hrvatskih državljana koji prebivaju ili privremeno borave u inozemstvu, a koji bi tako bili u nemogućnost iskoristiti svoja ustavom data prava. Takve odredbe propisuju i druge države s većom emigracijom, npr. Italija, Španjolska, Grčka, Portugal.
Izbori u Republici Hrvatskoj se u određenim razmacima odvijaju na dvije razine - državnoj i lokalnoj razini:
Na državnoj razini se, u pravilu, svakih četiri godine održavaju izbori za zastupnike u Hrvatski sabor (osim u slučaju prijevremenih izbora), te svakih pet godina izbori za predsjednika Republike Hrvatske. Na lokalnoj razini, u pravilu se svakih četiri godine provode izbori članova predstavničkih tijela jedinica lokalne i područne (regionalne) samouprave, odnosno za članove općinskog vijeća, gradske i županijske skupštine.
Iako relativno veliki broj političkih stranaka smatra da izborni sustav treba unaprijediti, Hrvatska nije bitno inovirala isti skoro od svog osnutka, a opća percepcija i slabo razumijevanje građana dovodi i do slabe izlaznosti, te krivih interpretacija o snagama i podršci vodećih stranaka i kandidata, na što često upućuje GONG, ali i drugi u svojim analizama.

## Parlamentarni izbori
Izbor zastupnika u Hrvatski sabor održavaju se svakih četiri godine (mandat zastupnika traje toliko), osim u slučaju prijevremenog raspuštanja parlamenta, kada se održavaju prijevremeni palamentarni izbori.
Do 2001. godine Hrvatski sabor se sastojao od dva doma - Zastupničkog i Županijskog doma. Sukladno tome birali su se posebno zastupnici u Zastupnički dom (najmanje 100, najviše 160), a posebno u Županijski dom (do 68 zastupnika + doživotni zastupnici). U Županijski dom građani svake županije birali su po tri zastupnika iz svake županije, a predsjednik Republike mogao je imenovati do 5 zastupnika za državu Hrvatsku osobito zaslužnih građana. Također predsjednik Republike, po isteku mandata, postao bi doživotni član Županijskog doma (međutim, okolnosti su dovele do toga da se ta ustavna odredbe nikad nije koristila). Izbor za Županijski dom održani su dvaput - 7. veljače 1993. i 1997. godine - uz primjenu razmjernog sustava. Županijski dom ukinut je ustavnom reformom 2001. godine.
Izborni sustav za izbor zastupnika u Zastupnički dom mijenjan je nekoliko puta tijekom 1990-tih godina.

## Predsjednički izbori
Predsjednika Republike biraju svi punoljetni građani na temelju općeg biračkog prava na neposrednim izborima na vrijeme od pet godina. Za predsjednika Republike nitko ne može biti biran više od dva puta.
Izbore za predsjednika Republike raspisuje Vlada Republike Hrvatske i to u roku koji omogućava da se oni obave najmanje 30, a najviše 60 dana prije isteka mandata trenutnog predsjednik. U slučaju smrti, ostavke ili kad Ustavni sud Republike Hrvatske utvrdi razloge prestanka mandata predsjednika Republike Vlada RH će raspisati izbore za novog predsjednika u roku od 60 dana od dana kada je bivši predsjednik prestao obavljati tu dužnost.
Kandidate za predsjednika Republike mogu predlagati političke stranke (jedna ili više njih zajedno) te birači pojedinačno ili skupno. Da bi predloženi kandidat za predsjednika Republike postao kandidatom, potrebno je najkasnije 14 dana od dana raspisivanja izbora predati prijedlog njegove kandidature podržan s najmanje 10.000 pravovaljanih potpisa birača. Za vrijeme izborne promidžbe svi kandidati imaju pravo pod jednakim uvjetima izlagati svoj program i obavljati izbornu promidžbu putem svih sredstava javnog priopćavanja. Također valja naglasiti da svaki kandidat koji dobije najmanje 10% glasova ima pravo na jednaku naknadu troškova izborne promidžbe koju odredi Vlada. Na sam dan izbora, kao i 24 sata koja mu predhode, zabranjena je svaka promidžba te objavljivanje procjena rezultata izbora kako bi birači na miru i bez pritiska medijske propagande pristupili glasovanju.
Temeljno je načelo da se predsjednik Republike bira apsolutnom većinom glasova svih birača koji su glasovali. To znači da je izabran ona kandidat koji je na izborima dobio 50% glasova plus jedan. Ako niti jedan kandidat ne dobije takvu većinu, izbori se ponavljaju za 14 dana. U drugom izbornom krugu imaju pravo biti birana dva kandidata koja su u prvom dobili najviše glasova. Na ponovljenim izborima izabran je onaj kandidat koji je dobio najveći broj glasova birača. U slučaju da su oba kandidata dobila isti broj glasova izbori se ponavljaju.

## Lokalni i područni (regionalni) izbori
Izbori članova predstavničkih tijela jedinica lokalne i područne samouprave (ili skraćeno lokalni izbori) su izbori za članove općinskih vijeća odnosno gradskih vijeća, županijskih skupština te Skupštine Grada Zagreba. Članovi predstavničkih tijela biraju se na neposrednim izborima, tajnim glasovanjem.
Godine 2007. donesen je Zakon o izborima općinskih načelnika, gradonačelnika, župana i gradonačelnika Grada Zagreba prema kojem se nositelji izvršnih ovlasti u jedinicama lokalne i područne (regionalne) samouprave (općine, gradovi i županije) biraju neposredno, sustavom apsolutne većine u kojem cijelo područje jedinice samouprave čini jednu izbornu jedinicu. Za općinskog načelnika, gradonačelnika, župana ili gradonačelnika Grada Zagreba izabran je u prvom krugu kandidat koji na izborima dobije više o 50% glasova birača koji su glasovali. Ako niti jedan kandidat u prvom krugu ne dobije potrebnu većinu, održava se drugi krug izbora u kojem sudjeluju dva kandidata s najviše glasova u prvom krugu izbora, a izabran je kandidat koji dobije veći broj glasova birača.